# Pedrocortesella truncata
Pedrocortesella truncata är en kvalsterart som beskrevs av Hunt 1996. Pedrocortesella truncata ingår i släktet Pedrocortesella och familjen Licnodamaeidae. Inga underarter finns listade i Catalogue of Life.